# 大肠
大肠是脊椎动物消化系统的最后一部分。大肠的作用是从肠道内剩余的可消化物质中吸取水分与电解质，将剩余的无用部分形成粪便并作暂时储存以及最终排出粪便。
人体大肠按《格雷氏解剖学》定义包括盲肠、结肠、直肠以及肛管，结肠并不等同大肠；但许多书籍与学者将之视为同义词，且将盲肠视为升结肠的一部分。
大肠始于骨盆右髂骨处，即腰的右侧或略低于腰的右侧，在那里大肠衔接在小肠之后，在横贯腹腔后向下弯折延伸至直肠与肛门处。大肠的长度约为1.5米，直径约6.5厘米，是整个肠道长度的五分之一。

## 功能与其他器官的关系
食物在大肠中大约需要16小时才可被消化，这个消化过程会把食物中水分以及剩余的可以吸收的所有营养物质全部吸收，然后将残渣通过肠道运动送至直肠并被排出。结肠则主要吸收大肠杆菌所产生的维生素如维生素K、维生素B12、硫胺素和核黄素。
大肠在形态上与小肠的区别在于大肠肠内更为宽广，且其表面有三条与大肠纵轴平行的结肠带。除此之外，大肠虽然没有类似于小肠的外凸结构（小肠绒毛），但其具有内凹的大肠腺，且大肠内的上皮細胞要比小肠内丰富得多。
在盲肠的内后壁上连接着阑尾的一端，阑尾内主要是淋巴组织。由于阑尾内部存在黏膜层淋巴组织，因此阑尾对于人体的免疫来说十分重要，当阑尾发生梗阻便有可能导致阑尾炎，阑尾可以通过手术摘除而不会给病人带来永久性的伤害。

## 组成部分、功能与环境
大肠的组成具体为：
- 回盲瓣（拉丁語：Valva ileocaecalis，亦称“回肠瓣”[12]），用于控制从小肠流入大肠的消化物的流速以及防止倒流[13]。
- 盲肠与阑尾（拉丁語：Appendix vermiformis）
- 结肠，又分为以下几类：
  - 升结肠（拉丁語：Colon ascendens）
  - 横结肠（拉丁語：Colon transversum）
  - 降结肠（拉丁語：Colon descendens）
  - 乙状结肠（拉丁語：Colon sigmoideum）
- 直肠

需要注意的是，在肛门处的肛门外括约肌不属于大肠的一部分。

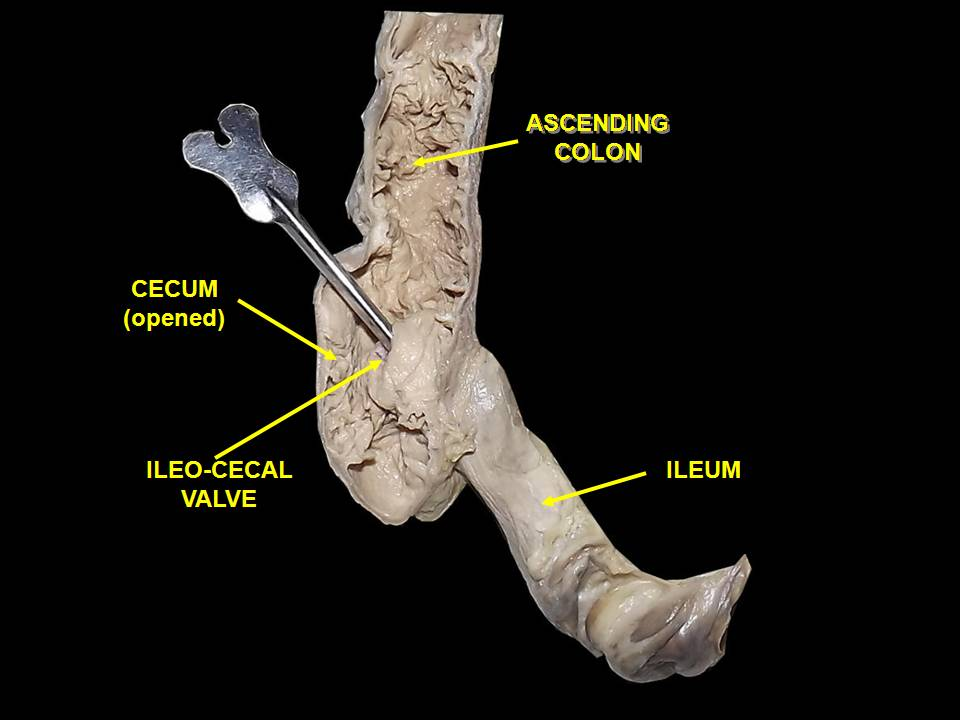
人体大肠实际解剖照，图中只有盲肠、部分升结肠、小肠的回肠，且显示回盲瓣。

1.升结肠 2.横结肠 3.降结肠 4.乙狀结肠 5.直肠

### 构造
大肠直径大约为6厘米，长约1.5米。大肠没有肠绒毛，在一些哺乳动物（包括人类）的大肠存在结肠带，并被结肠半月襞分开。作为消化系统的一部分，大肠具有纵肌与环肌，在某些哺乳动物的大肠结肠带处环肌会增厚。

### 功能
大肠的功能如下：
- 水分的重吸收（主要在结肠中进行），每天大约可以吸收1.5升的水分或更多
- 存储粪便直至可以排除（主要在直肠进行）
- 从消化物中吸收电解质进入血液
- 分泌粘液
- 保护作用，防止细菌侵入与疾病发生

### 环境
大肠内的pH值如下：（以下描述采用人体解剖学方位）
- 大肠前段约为5.5
- 大肠中段6.2以上
- 大肠下段6.8

健康的大肠内应该长有细菌，其构成肠道菌群。

## 细菌群落
在大肠内部一共有700种以上对的细菌生活并有着不同的功能。
大肠所吸收的部分物质产自在大肠内部生活的细菌。未被消化的多糖类物质（纤维）被大肠内细菌分解为短链脂肪酸，并通过被动运输的方式被吸收，而大肠中所分泌的重碳酸盐则帮助中和在生成短链脂肪酸的过程中产生的多余酸性物质。
大肠内的细菌还会产生大量的维生素，其中以维生素K和生物素（一种维生素B）为主，这些物质也会被吸收进入血液。虽然大肠中产生的这些维生素含量只占每日人体总需求量的很小一部分，但是当通过饮食维生素摄入不足时，这部分由肠道产生的维生素就变得非常重要。如果一个依赖肠道产生的维生素生存的人同时服用了抗生素，那么就会由于细菌无法在肠道内正常生存而导致维生素缺乏症。
另一些细菌的代谢产物包括气体（俗称“肠胃胀气”或者“屁”），这种气体主要是氮气与二氧化碳的混合物，还包括少量的氢气、甲烷以及硫化氢，这些气体是由于未消化的多糖类物质发酵产生的。还有一些细菌对于某些组织例如盲肠和淋巴系统的形成与成长至关重要。
大肠内的细菌还会参与到一些交叉反应性抗体的生产过程中，这些抗体由免疫系统产生，用来防止一些病原体，进而防止干扰与病原体入侵。
大肠内最常见的细菌类型是类杆菌属细菌，这类细菌也是导致大肠炎和结肠癌的原因之一。此外双歧杆菌属细菌也很常见，通常他们也被认为是“友善的细菌”。
大肠内的粘液可以保护大肠免受偏利共生型细菌的攻击。

## 其他動物的大肠
動物中只有四足類（兩棲動物、爬行動物、鳥類及哺乳動物）的大肠彼此之間有顯著的不同，兩者之間是由回盲瓣隔開。對於大部份的脊椎動物而言，大肠只是一段連接到肛門，長度較短的組織，不過其寬度明顯比小腸要寬。雖然大部份的羊膜動物都有盲腸，但只有哺乳類的大腸中有發展出真正的結腸。
一些小的哺乳動物，其結腸和其他四足類一様是直的。不過大部份哺乳動物的結腸可分為升結腸和降結腸，只有靈長類動物的結腸有橫結腸。而在食肉動物和反芻動物中都找不到结肠带及结肠袋。除了單孔目外的哺乳動物，其直腸都是衍生自脊椎動物的泄殖腔。因此這些物種的直腸不是真正的同源器官。
魚類沒有真正的大肠，但有一段較短的直腸連接腸道末端和泄殖腔。鯊魚的直腸有「直腸腺」，可以分泌鹽類，幫助動物在海水中的滲透平衡。腺體結構類似盲腸，但兩者不是同源器官。

## 大肠疾病
- 过敏性肠综合征（亦称肠易激综合征）
- 大肠憩室炎
- 大肠憩室病
- 阑尾炎
- 克隆氏症
- 溃疡性结肠炎
- 先天性巨结肠（亦称赫希施普龙氏病）
- 肠结核
- 伪膜性结肠炎
- 结肠直肠息肉
- 大肠癌
- 缺血性结肠炎
- 胶原性结肠炎
- 大腸瘜肉（Colorectal polyp）